# Bussière-Dunoise
Bussière-Dunoise ist eine Gemeinde in der französischen Region Nouvelle-Aquitaine, im Département Creuse, im Arrondissement Guéret und im Kanton Saint-Vaury.

## Geografie
Bussière-Dunoise grenzt im Norden an Saint-Sulpice-le-Dunois und La Celle-Dunoise, im Osten an Anzême, im Südosten an Saint-Sulpice-le-Guérétois, im Süden an Saint-Vaury, im Südwesten an Fleurat und im Westen an Naillat.
Das Siedlungsgebiet besteht aus den Quartieren Balsac, Beauvois, Le Bouchard, Cessac, Les Chaises, Les Champeaux, Châtenet, Le Cherbetoux, Chez-la-Forge, Le Chezeau, La Chezotte, Cornissat, Les Couperies, La Cour, Les Cubes, Drouillat, L'Echorgnat, La Faye, Fontfroide, Fougeras, Le Frais, Fressigne, Les Gouttes, Grand-Bord, Les Granges, Jalletat, La Jaugée, Langledure, Linard, La Mauvy, La Mesure, Monneger, Le Mont, Neuville, Le Moulin Linard, Orfeuille, La Perche, Petit-Bord, Peurousseau, Le Peux, Puy-Jean, Le Rioux, Rissat, La Siauve, La Size, Les Ternes, Venues und La Vergne.

## Bevölkerungsentwicklung

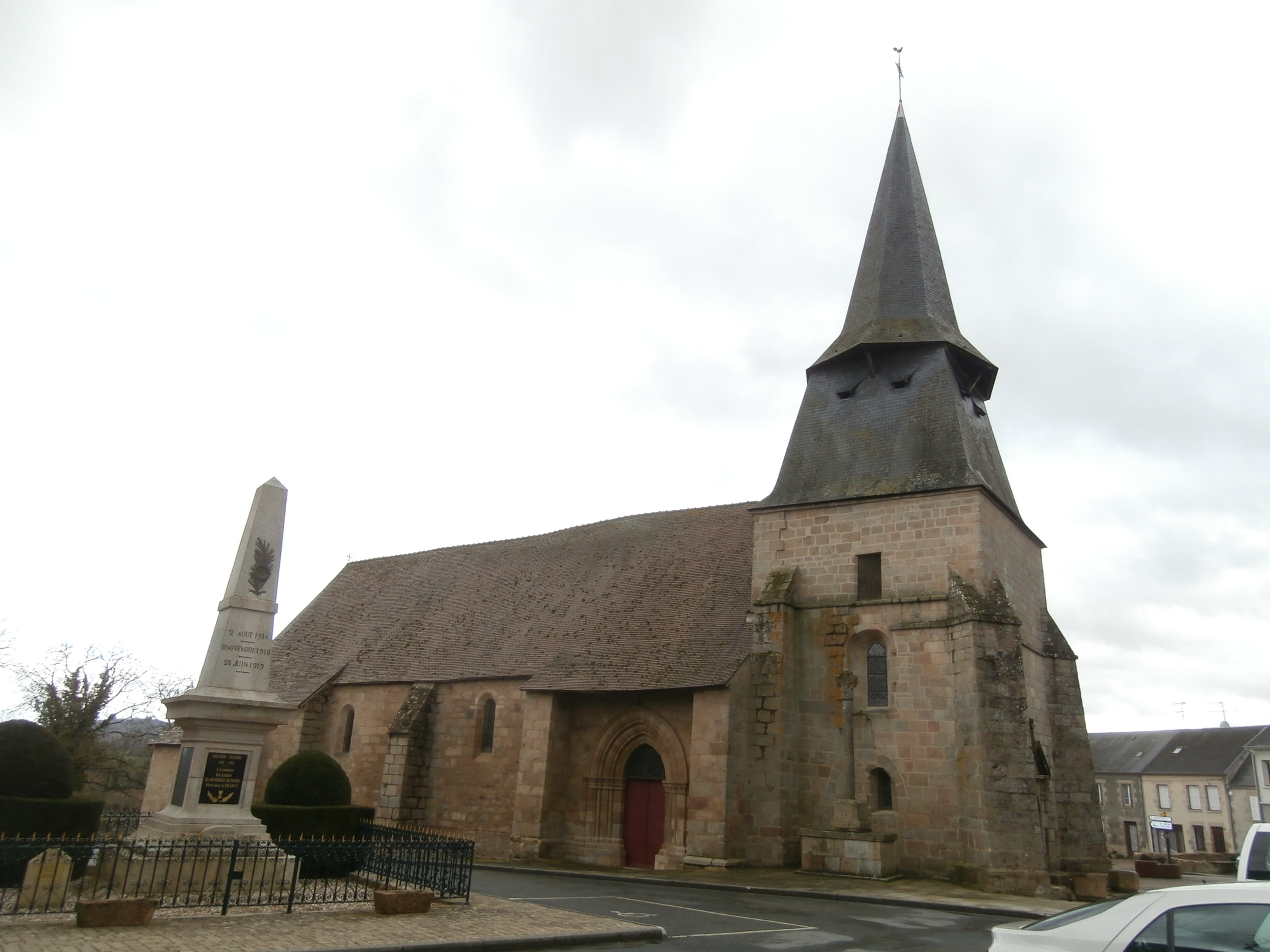
Kirche Saint-Symphorien

| Jahr      | 1962 | 1968 | 1975 | 1982 | 1990 | 1999 | 2008 | 2012 |
| --------- | ---- | ---- | ---- | ---- | ---- | ---- | ---- | ---- |
| Einwohner | 1634 | 1470 | 1329 | 1247 | 1139 | 1098 | 1105 | 1050 |